# Rhynchospora castanea
Rhynchospora castanea är en halvgräsart som beskrevs av Tetsuo Michael Koyama. Rhynchospora castanea ingår i släktet småag, och familjen halvgräs. Inga underarter finns listade i Catalogue of Life.